# 성 심청전
"성 심청전"은 한국에서 제작된 이슬 감독의 2017년 영화이다. 안소희 등이 주연으로 출연하였다.

## 출연

### 주연
- 안소희
- 가희
- 최세웅
- 시우

## 기타
- 공동제작: 노세기